# Şükrü Özyıldız
Şükrü Özyıldız (Esmirna, 18 de febrero de 1988) es un actor turco de cine, televisión y teatro, reconocido por su trayectoria en diversas producciones. Desde su debut en 2011, se ha consolidado como una de las figuras más destacadas del entretenimiento en Turquía.

## Biografía
Özyıldız nació en la ciudad de Esmirna. Su madre pertenece a la minoría étnica Rûm, originaria de Rodas. Su padre tiene ascendencia turca de Trebisonda, en la región del Mar Negro turco. Tiene una hermana dos años menor que él.
Inicialmente, ingresó a la Universidad Técnica de Estambul para estudiar ingeniería mecánica naval, pero tras un año decidió cambiar de rumbo y se inscribió en la Universidad del Egeo en Esmirna para estudiar administración de empresas. Posteriormente, participó en el programa Erasmus+ y se trasladó a Portugal para continuar sus estudios. Özyıldız ha estado interesado en las artes marciales desde joven y participó en peleas en jaula en Portugal. Más tarde abandonó esta actividad y ha explicado que canalizaba su hiperactividad en los sets de filmación. Su interés por la actuación surgió tras asistir a un taller de interpretación en el extranjero, lo que le llevó a formarse profesionalmente en el Müjdat Gezen Art Center.

## Carrera

### Televisión
Şükrü Özyıldız inició su carrera televisiva en 2011 con Derin Sular (Aguas Profundas), interpretando el papel protagonista de Toprak junto a Hilal Altınbilek y Deniz Baysal. Posteriormente, participó en producciones como Uçurum (El Abismo, 2012), donde hizo una aparición especial como el abogado Tolga, y Çalıkuşu (El Ruiseñor, 2013), adaptación de la novela de Reşat Nuri Güntekin, donde interpretó al personaje secundario Murat.
Entre 2013 y 2014 protagonizó Benim Hala Umudum Var (Aún Tengo Esperanza), emitida inicialmente por Star TV y luego por FOX. En esta producción interpretó a Ozan Korkmaz, compartiendo protagonismo con Gizem Karaca y Berk Oktay, lo que contribuyó a aumentar su popularidad.
En 2014 interpretó a Emir Kılıç en Şeref Meselesi (Cuestión de Honor), adaptación de la serie italiana L'onore e il rispetto. Esta producción contó con un reparto que incluía a Kerem Bürsin, Burcu Biricik y Yasemin Allen.
Su versatilidad como actor se evidenció en 2015 cuando participó en Tatlı Küçük Yalancılar (Pequeñas Mentirosas), versión turca de la serie estadounidense Pretty Little Liars, donde interpretó a Eren junto a Bensu Soral y Melisa Şenolsun. En 2016 asumió el doble papel de Efe/Mete Demircan en Kış Güneşi (Sol de Invierno), trabajando con la actriz Aslı Enver.
Durante los años siguientes continuó ampliando su filmografía televisiva con papeles protagonistas en Çoban Yıldızı (Estrella del Pastor, 2017), interpretando a Seyit Zahir junto a Selin Şekerci, y Nefes Nefese (Sin Aliento, 2018), donde dio vida a Yusuf Alacan al lado del actor Uğur Yücel.
En 2019 hizo una aparición especial como Levent en la serie web Jet Sosyete (Jet Society) de Gülse Birsel.
En 2021 protagonizó la serie de acción Akıncı (El Justiciero) en el canal atv, interpretando el doble papel de Akıncı/Fatih Aktolga. Al año siguiente realizó un cameo en Masumlar Apartmanı (El Edificio de los Inocentes), emitida por TRT 1.
En 2023 protagonizó Ruhun Duymaz (El Alma No Lo Sabe), una serie que combina elementos de comedia romántica y drama, donde interpreta al agente de inteligencia Onur Karasu junto a la actriz Burcu Özberk.
Su actividad televisiva continuó en 2024 con participaciones en Karşılaşmalar (Encuentros) en la plataforma Exxen, y en la serie Esas Oğlan (Este Chico) para GAİN, donde tuvo una participación especial. También protagonizó Karadut (Mora negra) en el canal atv, trabajando con İrem Helvacıoğlu.

### Cine
La carrera cinematográfica de Şükrü Özyıldız comenzó en 2013 con Neva, donde interpretó al protagonista Ilgın junto a Başak Parlak. Esta película está basada en una novela autobiográfica.
En 2015 protagonizó Sevimli Tehlikeli (Encantador pero Peligroso), dando vida a Zarok, con Ayça Ayşin Turan como coprotagonista.
Al año siguiente participó en dos producciones: la comedia romántica Her Şey Aşktan (Todo es por Amor), donde interpretó a Burak junto a Hande Doğandemir, y la película de época Ekşi Elmalar (Manzanas Ácidas), dirigida por Yılmaz Erdoğan, donde interpretó a Özgür compartiendo pantalla con Farah Zeynep Abdullah y Şükran Ovalı.
En 2018 protagonizó Cebimdeki Yabancı (Un Extraño en mi Bolsillo), adaptación turca de la película italiana Perfetti Sconosciuti (Perfectos Desconocidos), interpretando a Sinan junto a Buğra Gülsoy y Leyla Lydia Tuğutlu. Ese mismo año interpretó al actor histórico turco Ayhan Işık en la comedia Arif V 216.
En 2022 protagonizó Aşk Taktikleri (Tácticas de Amor) con Demet Özdemir, una de las películas turcas más vistas en Netflix, éxito que propició una secuela, Aşk Taktikleri 2 (Tácticas de Amor 2), estrenada en 2023.

### Teatro
En el ámbito teatral, Şükrü Özyıldız debutó en 2013 con Kim Korkar Hain Kurttan (¿Quién teme a Virginia Woolf?), adaptación turca de la obra de Edward Albee. En esta producción interpretó a Nick junto a la actriz Zerrin Tekindor.
Uno de sus trabajos más destacados en teatro ha sido la interpretación del Sombrerero Loco (Şapkacı) en el musical Alice Müzikali (El Musical de Alicia), adaptación de Alicia en el País de las Maravillas producida por Disney. Interpretó este papel en 2019 y nuevamente en la reposición de 2022, compartiendo escenario con la actriz Serenay Sarıkaya.

## Proyectos futuros
Şükrü Özyıldız participará en 2025 en la segunda temporada de Zamanın Kapıları (Las Puertas del Tiempo) interpretando al personaje Mert en la plataforma beIN CONNECT, donde trabajará junto a Birkan Sokullu y Esra Bilgiç.
También está previsto que aparezca en la tercera entrega de Zeytin Ağacı (Oliva) para Netflix, donde interpretará a Özgür, personaje que será pareja del personaje interpretado por Tuba Büyüküstün.

## Filmografía
| Año       | Título (original y traducción)                    | Personaje            | Tipo de papel      | Plataforma/Canal |
| --------- | ------------------------------------------------- | -------------------- | ------------------ | ---------------- |
| 2011      | Derin Sular (Aguas Profundas)                     | Toprak               | Protagonista       | --               |
| 2012      | Uçurum (El Abismo)                                | Tolga                | Aparición especial | --               |
| 2013      | Çalıkuşu (El Ruiseñor)                            | Murat                | Secundario         | --               |
| 2013–2014 | Benim Hala Umudum Var (Aún Tengo Esperanza)       | Ozan Korkmaz         | Protagonista       | Star TV / FOX    |
| 2014      | Şeref Meselesi (Cuestión de Honor)                | Emir Kılıç           | Protagonista       | --               |
| 2015      | Tatlı Küçük Yalancılar (Pequeñas Mentirosas)      | Eren                 | Protagonista       | --               |
| 2016      | Kış Güneşi (Sol de Invierno)                      | Efe/Mete Demircan    | Protagonista       | --               |
| 2017      | Çoban Yıldızı (Estrella del Pastor)               | Seyit Zahir          | Protagonista       | --               |
| 2018      | Nefes Nefese (Sin Aliento)                        | Yusuf Alacan         | Protagonista       | --               |
| 2019      | Jet Sosyete (Jet Society)                         | Levent               | Aparición especial | Web              |
| 2021      | Akıncı (El Justiciero)                            | Akıncı/Fatih Aktolga | Protagonista       | atv              |
| 2022      | Masumlar Apartmanı (El Edificio de los Inocentes) | --                   | Cameo              | TRT 1            |
| 2023      | Ruhun Duymaz (El Alma No Lo Sabe)                 | Onur Karasu          | Protagonista       | --               |
| 2024      | Karşılaşmalar (Encuentros)                        | --                   | Participación      | Exxen            |
| 2024      | Esas Oğlan (Este Chico)                           | Şükrü                | Aparición especial | GAİN             |
| 2024      | Karadut (Mora Negra)                              | Tayfun Karca         | Protagonista       | atv              |